# 托马斯·索维尔
托馬斯·索維爾（英語：Thomas Sowell，1930年6月30日—），是美国经济学家，社会理论家，斯坦福大学胡佛研究所的高级研究员。
索维尔出生在北卡罗来纳州，在纽约哈莱姆区长大。他从史岱文森高中辍学，在朝鲜战争期间在海军陆战队服役。回到美国后，索维尔进入哈佛大学学习，1958年以优异的成绩毕业。1959年，他获得哥伦比亚大学硕士学位，1968年获得芝加哥大学经济学博士学位。
索维尔曾在几所大学任职，包括康奈尔大学和加州大学洛杉矶分校。他还在城市研究所等智库工作。自1980年起，他在斯坦福大学胡佛研究所工作，目前担任罗斯和米尔顿·弗里德曼公共政策高级研究员。索维尔从自由意志主义和保守主义的角度来写作。索维尔写了三十多本书，他的作品被广泛选编。他是国家人文奖章获得者，他的学術研究融合了历史学、经济学和政治学。

## 生平

### 早年生活
索维尔出生在北卡罗来纳州的加斯顿尼亚。他的父亲在他出生前不久就去世了，留下了已经有四个孩子的女仆母亲。一位伯祖母和她的两个成年女儿收养了索维尔，并把他抚养成人。在他的自传《一个人的奥德赛》中，索维尔写道，他童年时与白人的接触非常有限，以至于他不知道金发是一种发色。索维尔九岁时，为了获得更大的机会，全家从北卡罗来纳州的夏洛特搬到了纽约市的哈莱姆区，加入了非裔美国人从美国南部向北部迁移的大趋势。
他进入了纽约著名的学术高中史岱文森高中，他是家里第一个学习超过六年级的人。然而，由于经济困难和家庭问题，他在17岁时被迫辍学。索维尔担任过很多职位，包括在机械车间工作，也曾在西联汇款做过送货员。1948年，他参加了布鲁克林道奇队的选秀。1951年朝鲜战争期间，他应征入伍，并被分配到美国海军陆战队。由于他在摄影方面的经验，索维尔成为了一名海军陆战队的摄影师。

### 高等教育和早期职业生涯
退伍后，索维尔在华盛顿特区从事公务员工作，并参加了霍华德大学的夜校课程，这是一所历史悠久的黑人学院。他在大学理事会考试中的高分以及两位教授的推荐，使得他被哈佛大学录取，并于1958年以优异的成绩毕业，获得经济学文学学士学位。第二年，他获得了哥伦比亚大学的硕士学位。
索维尔曾说过，“在我20多岁的那十年”，他是一个马克思主义者。因此，他最早的专业出版物之一是对马克思主义思想和马列主义实践的同情性审查。然而，1960年夏天在联邦政府实习的经历使他放弃了马克思主义经济学，转而支持自由市场经济理论。在他的工作中，索维尔发现了波多黎各糖业工人法定最低工资的提高与该行业失业率的上升之间的联系。通过研究这些模式，索维尔得出了这样一个理论：实施最低工资法的政府员工更关心自己的工作，而不是穷人的困境。
1968年，索维尔获得芝加哥大学经济学博士学位。他的论文题目是“萨伊定律和普遍供过于求的争议”。索维尔最初选择哥伦比亚大学，师从后来获得诺贝尔经济学奖的乔治·斯蒂格勒。当他得知斯蒂格勒已经搬到芝加哥大学时，他也跟着他去了那里。

### 职业生涯
1965年至1969年，索维尔担任康奈尔大学经济学助理教授。30年后，索维尔在描写1969年康奈尔大学黑人学生占领威拉德直学院时，将这些学生描述为“学术问题严重的流氓”，“他们被以较低的学术标准录取”，并指出“碰巧的是，在我在康奈尔大学和伊萨卡岛任教的四年时间里，黑人学生在校园和城市里遇到的无处不在的种族主义对我来说并不明显。”
索维尔曾在霍华德大学、罗格斯大学、康奈尔大学、布兰迪斯大学、阿默斯特学院和加州大学洛杉矶分校教授经济学。自1980年以来，他一直担任斯坦福大学胡佛研究所的高级研究员，并在那里以罗斯和他的导师米尔顿·弗里德曼的名字命名。此外，索维尔还多次出现在小威廉·F·巴克利的节目《火线》中，在节目中他讨论了种族和私有化的经济问题。
1987年，索维尔在联邦上诉法院法官罗伯特·博克被提名为美国最高法院法官的听证会上作证，支持博克。索维尔在证词中说，博克是“这一代人中最有资格获得提名的人”，他认为司法能动主义“对少数族裔没有好处”。博克自称是原教旨主义者和文本主义者，反对司法能动主义这个概念。
拉里·D·纳赫曼在《评论》杂志上对索维尔1987年的著作《愿景的冲突》进行了评论，将索维尔描述为芝加哥经济学派的主要代表。

### 个人生活
索维尔曾于1964年至1975年与阿尔玛·简·帕尔结婚，1981年与玛丽·阿什结婚。他有两个孩子，分别是约翰和洛林。
2007年，索维尔评论说，现代电视谈话节目的质量比不上大卫·苏斯金德的《开放式谈话》或芝加哥大学圆桌会议，蒂姆·拉瑟特主持的《与媒体见面》不像劳伦斯·斯比瓦克或比尔·门罗主持的节目。索维尔也以鄙视自我推销而闻名。

## 著作和思想
索维尔的写作主题从种族、民族群体、教育和决策的社会政策，到古典和马克思主义经济学，再到被视为残疾儿童的问题。
索维尔有一个全国联合的专栏，由创作者联合发行，发表在《福布斯》杂志、《国家评论》、《华尔街日报》、《华盛顿时报》、《纽约邮报》和其他主要报纸上，也在《市政厅》、《世界日报》和《犹太世界评论》等网站上。索维尔对当前问题发表了评论，其中包括自由媒体偏见、司法能动主义（同时捍卫原创性）、完整的扩张和取出（在美国联邦法律中被描述为部分生产流产）、最低工资标准、全民医保、政府政策计划保护和家庭自治之间的紧张关系、平权行动、政府官僚机构、枪支管制、美国外交政策中的激进主义、毒品战争和多元文化主义。
2016年12月27日，86岁的索维尔宣布结束他的联合专栏，他写道，“问题不是我为什么要辞职，而是我为什么坚持这么久，”他还提到了专注于他的摄影爱好的愿望。
2021年1月25日，自由选择网发布了一部纪录片《托马斯·索维尔：无情世界中的常识》，详细描述了他的职业生涯。

### 经济和政治意识形态
虽然他经常被描述为一个黑人保守主义者，但他不喜欢被贴上标签，他说：“我喜欢不被贴上标签，但我怀疑‘自由意志主义者’比其他许多标签更适合我，尽管我在很多事情上不同意自由意志主义运动。”索维尔主要撰写经济题材的文章，通常主张以自由市场的方式对待资本主义。索维尔反对美联储，认为它在防止经济萧条和限制通货膨胀方面没有取得成功。索维尔在他的自传中描述了他对卡尔·马克思的认真研究。他反对马克思主义，并在他的《马克思主义：哲学和经济学》一书中提出了批评。
索维尔还写了关于意识形态和政治立场的三部曲，包括《愿景的冲突》，他在其中谈到了政治冲突的起源，比较了保守/自由意志主义和自由/进步的世界观。在《对宇宙正义的追求》一书中，正如在他的许多其他著作中一样，他概述了知识分子、政治家和领导人需要在乌托邦中修复和完善这个世界，最终他提出了灾难性的时尚。在《知识分子与社会》一书中，他在早期作品的基础上，单独写了《知识分子与社会》，并在不同领域讨论了他认为的知识分子的盲目自大和愚蠢。
他的著作《知识与决策》曾获得1980年法律与经济中心奖，被誉为“里程碑式的作品”，“因为它对我们理解市场过程和政府过程之间的差异做出了令人信服的贡献”。在宣布该奖项时，该中心赞扬了索维尔，“他对我们理解监管过程的贡献使这本书变得重要，但在再次强调市场使多样性和效率成为可能的过程中，（他的）工作更深入，更有意义。”弗里德里希·哈耶克写道：「索维尔以一种完全独创的方式，成功地将抽象和理论的论证，转化为对当代经济政策核心问题的高度具体和现实的讨论。」

索维尔也支持所有毒品的合法化，偶尔也会写关于枪支管制的文章，例如：
人们可以挑选一些事实研究，或引用一些后来被证明不可信的研究，但大部分研究表明，枪支管制法律实际上并没有控制枪支。总的来说，它们并没有拯救生命，而是使生命付出代价。

## 学术生涯
他曾在康奈尔大学、加州大学洛杉矶分校等学术机构讲授经济学课程。曾担任政府部门经济顾问。现在是斯坦福大学“罗斯与米尔顿·弗雷德曼”学会高级研究员，斯坦福大学胡佛研究所驻校学者。索維爾获得过多种荣誉，包括总统人文成就奖、全国人文学科奖、布莱德雷基金奖等。

## 人物著作
- 《知识和决策》
- 《种族主义美国》
- 《种族和文化》
- 《爱因斯坦综合征——说话晚的聪明孩子》
- 《诡辩与真相——经济学入门》（Basic Economics），（中译本：罗汉、田菊莲译，上海译文出版社，2011年5月，ISBN 9787532751013）
- 《美国种族简史》（中译本：沈宗美译，南京大学出版社，1993年，ISBN 9787305016158）
- 《被掩盖的经济真相》
- 《知识分子与社会》，（中译本：张亚月、梁兴国译，中信出版社，2013年9月， ISBN 9787508639178）
- 《知识分子与社会》，（中译本：柯宗佑译，繁體字版，遠流出版社，2014年3月， ISBN 9789573273585）
- 《謬誤與真相》（Economic Facts and Fallacies)